# جيمينوس
جيمينوس الرودي (باليونانية: Γεμῖνος ὁ Ῥόδιος)‏ هو فلكي ورياضياتي يوناني من جزيرة رودس تألق في القرن 1 ق م، من أعماله في الفلك كتاب (مقدمة إلى الظواهر) كما عمل في الرياضيات وعلم طلاب في ذلك الوقت وإكتشف عدة معالات رياضية.